# Cierva C.30
Cierva C.30 là một loại máy bay lên thẳng do Juan de la Cierva thiết kế. Hãng A V Roe & Co Ltd (Avro), Lioré-et-Olivier và Focke-Wulf chế tạo theo giấy phép của hãng Cierva Autogiro Company.

## Biến thể
C.30
C.30P
C.30A
Rota Mk I

## Quốc gia sử dụng
Argentina
- Không quân Argentina

 Áo
 Bỉ
- Không quân Bỉ

 Đan Mạch
- Không quân Hoàng gia Đan Mạch[1]

 Pháp
- Không quân Pháp
- Hải quân Pháp

 Italy
 Na Uy
- Không quân Lục quân Na Uy

 Liên Xô
 Cộng hòa Tây Ban Nha
- Không quân Cộng hòa Tây Ban Nha

 Anh Quốc
- Không quân Hoàng gia

 Kingdom of Yugoslavia
- Không quân Hoàng gia Nam Tư

## Tính năng kỹ chiến thuật (C.30A)

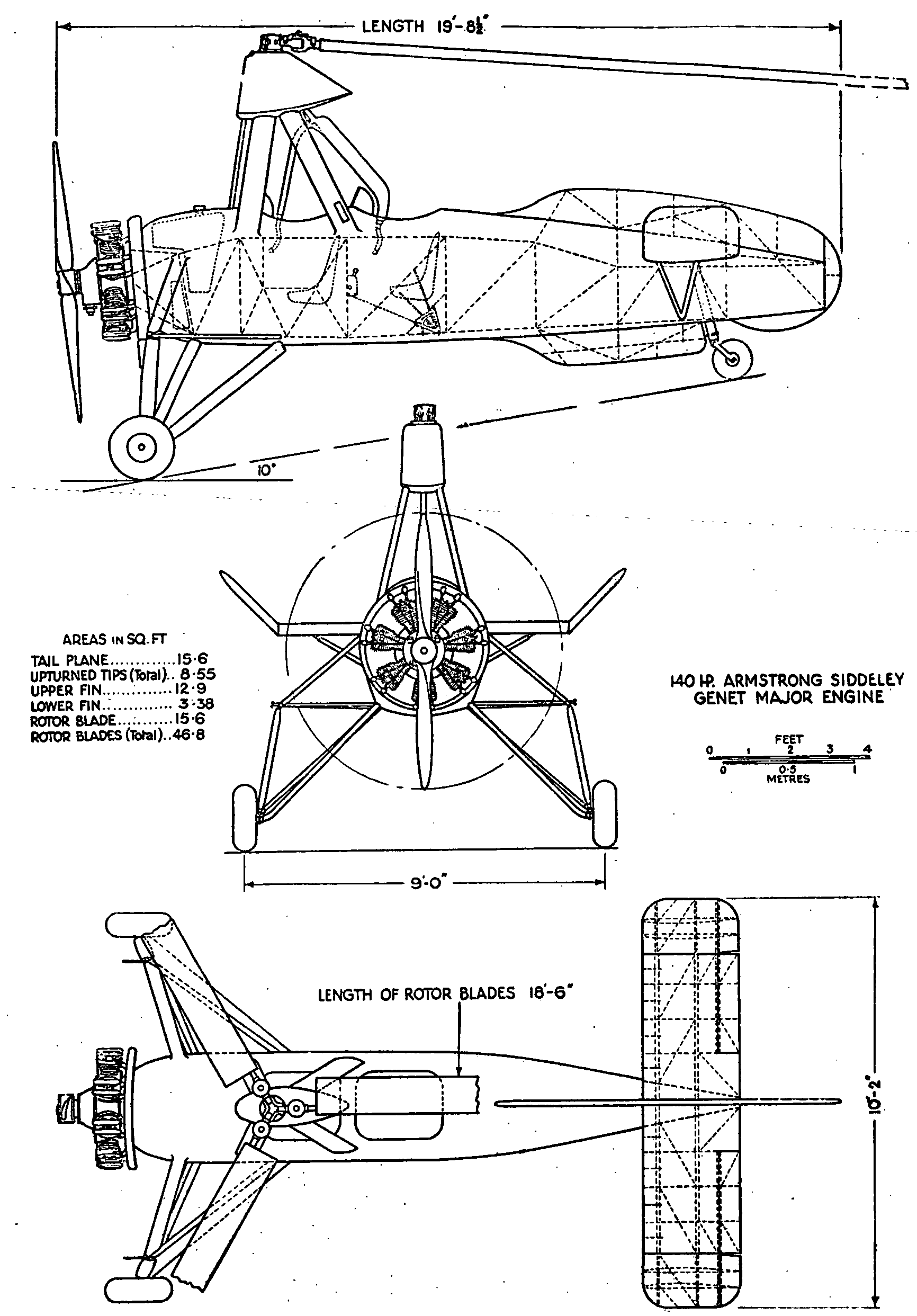
Avro C.30A

Đặc tính tổng quát
- Kíp lái: 1
- Chiều dài: 19 ft 8 in (6 m)
- Chiều cao: 11 ft 1 in (3,38 m)
- Trọng lượng rỗng: 1,220 lb (1 kg)
- Trọng lượng có tải: 1,600 lb (1 kg)
- Động cơ: 1 × Armstrong Siddeley Genet Major IA , 140 hp (100 kW)
- Đường kính rô-to chính:  37 ft 0 in (11,28 m)
- Diện tích rô-to chính: 1.100 foot vuông (100 m2)

Hiệu suất bay
- Vận tốc cực đại: 96 kn; 177 km/h (110 mph)
- Vận tốc hành trình: 83 kn; 153 km/h (95 mph)
- Vận tốc lên cao: 700 ft/min (3,6 m/s)